# Henriette Rantzau
Johanne Henriette Valentine Rantzau, född Poulsen, född den 30 mars 1844, död den 30 december 1911, var en dansk grevinna och sångtextförfattare.
Rantzaus troligen mest kända verk är "To maa man vaere" med musik av Fini Henriques, vilken har tolkats till svenska av Gunnar Wennerberg och i denna tappning bland annat använts som musik i ett par svenska filmer. På originalspråket har den bland annat sjungits in på skiva av operasångerskan Tenna Kraft (1940), vilken även sjungit in Rantzaus egen komposition "Hvor tindrer nu min stjerne".
Rantzau var syster till skådespelarna Emil och Olaf Poulsen. Hon gifte sig 1869 med länsgreve August Frederik Rantzau. Paret fick tre barn.